# Dickon Mitchell
Dickon Mitchell, né le 8 octobre 1978, est un homme politique grenadien qui dirige le Congrès démocratique national depuis 2021.
Il mène avec succès son parti à la victoire aux élections législatives de 2022 et devient le Premier ministre de la Grenade, succédant à Keith Mitchell.

## Biographie
Dickon Mitchell est né le 8 octobre 1978 dans la paroisse de Saint David. Il est diplômé en droit de l'université des Indes occidentales et de la Hugh Wooding Law School. En 2002, il commence à travailler comme associé dans le cabinet Grant, Joseph & Co et fonde son propre cabinet, Mitchell & Co en 2017. Le 31 octobre 2021, il devient le nouveau chef du Congrès démocratique national.